# Atentatul împotriva revistei Charlie Hebdo
Atentatul împotriva revistei Charlie Hebdo a avut loc la Paris, la 7 ianuarie 2015, în jurul orei locale 11:30. Procurorii parizieni au confirmat că 12 oameni au fost uciși (10 jurnaliști și 2 polițiști) și 11 răniți în atacul asupra sediului săptămânalului satiric. Doi atacatori mascați și înarmați au năvălit în birourile editoriale și au început să tragă cu arme automate.

### Context
Charlie Hebdo este o revistă franceză săptămânală, satirică și provocatoare, care a creat frecvent polemici, cele mai recente în legătură cu Islamul. Cea mai controversată a fost cea privind caricaturile cu profetul Mahomed.

### Desfășurare
La 7 ianuarie 2015, două persoane îmbrăcate în negru, cu cagule, înarmate cu puști de asalt vz. 58 cehoslovace (cu un aspect asemănător cu cel al AK-47, dar diferite ca mod de acțiune), au intrat în sediul Charlie Hebdo, după ce inițial au greșit adresa, intrând la nr.6 (unde se găsește arhiva Charlie Hebdo) înainte de a intra la nr. 10 pe strada Nicolas-Appert (Charlie Hebdo se mutase în acest sediu de un an). Teroriștii au forțat-o pe caricaturista Coco (Corinne Rey), sub amenințarea armei, să deschidă ușa redacției și, odată intrați în sediu, au început să tragă omorând zece oameni, dintre care opt jurnaliști, un oaspete și un ofițer de poliție care asigura securitatea caricaturistului Charb (ținta principală a atentatului). Charb, directorul de redacție, era protejat de la publicarea caricaturilor lui Mahomed în 2011.
Diverși martori au raportat că atentatorii au strigat Allah akbar și într-o franceză fără accent "On a vengé le prophète Mohamed!" ( în franceză "Profetul Mohammed a fost răzbunat") Unii martori au raportat că atacatorii s-au identificat ca aparținând Al-Qaeda din Yemen.
Potrivit procurorul din Paris, doi bărbați au fugit apoi la bordul unui Citroën C3 II negru parcat în fața imobilului în timp ce al treilea ar fi plecat pe un scuter TMax. Atacatorii s-au întâlnit cu un vehicul de poliție, asupra căruia au tras circa zece focuri de armă în parbriz, fără a răni polițiștii care se aflau în interior. Polițiștii au deschis focul asupra agresorilor, care au ripostat.  În cele din urmă s-au confruntat cu a treia patrulă de poliție pe bulevardul Richard-Lenoir, unde un polițist în uniformă în vârstă de aproximativ 40 de ani este executat. Urmăriți de poliție, atacatorii au lovit un șofer, care a fost rănit ușor, au abandonat mașina în apropirea parcului Buttes-Chaumont, în nord-estul Parisului, și au furat un Renault Clio cu care au dispărut..

### Victimele de la atacul asupra  revisteiCharlie Hebdo

#### Uciși:
- Frédéric Boisseau, 42, muncitor Sodexo, ucis în hol
- Franck Brinsolaro, 49, ofițer de poliție, a fost desemnat ca bodyguard pentru Charb[17]
- Cabu, 76, caricaturist
- Elsa Cayat, psihanalist și editorialist
- Charb, 47, caricaturist principal al Charlie Hebdo
- Philippe Honoré, 74, caricaturist
- Bernard Maris, 68, economist, editor și editorialist[18][19]
- Ahmed Merabet, 42, ofițer de poliție, ucis afară în timp ce răspundea atacului.[20] Ofițerul Merabet era musulman.[21][22]
- Moustapha Ourad, corector
- Michel Renaud, editorialist
- Tignous, 57, caricaturist
- Georges Wolinski, 80, caricaturist[23]

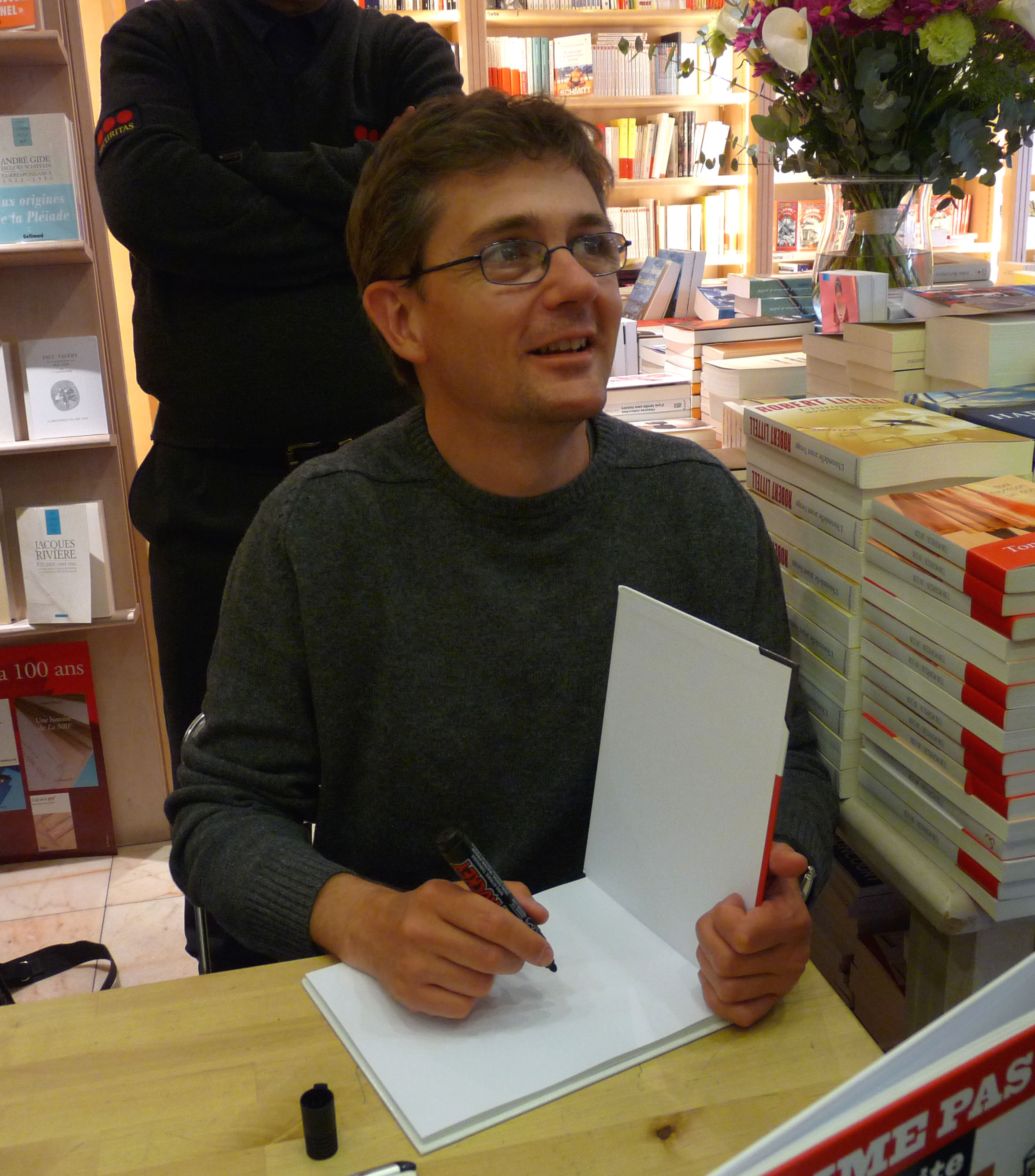
Charb în 2009
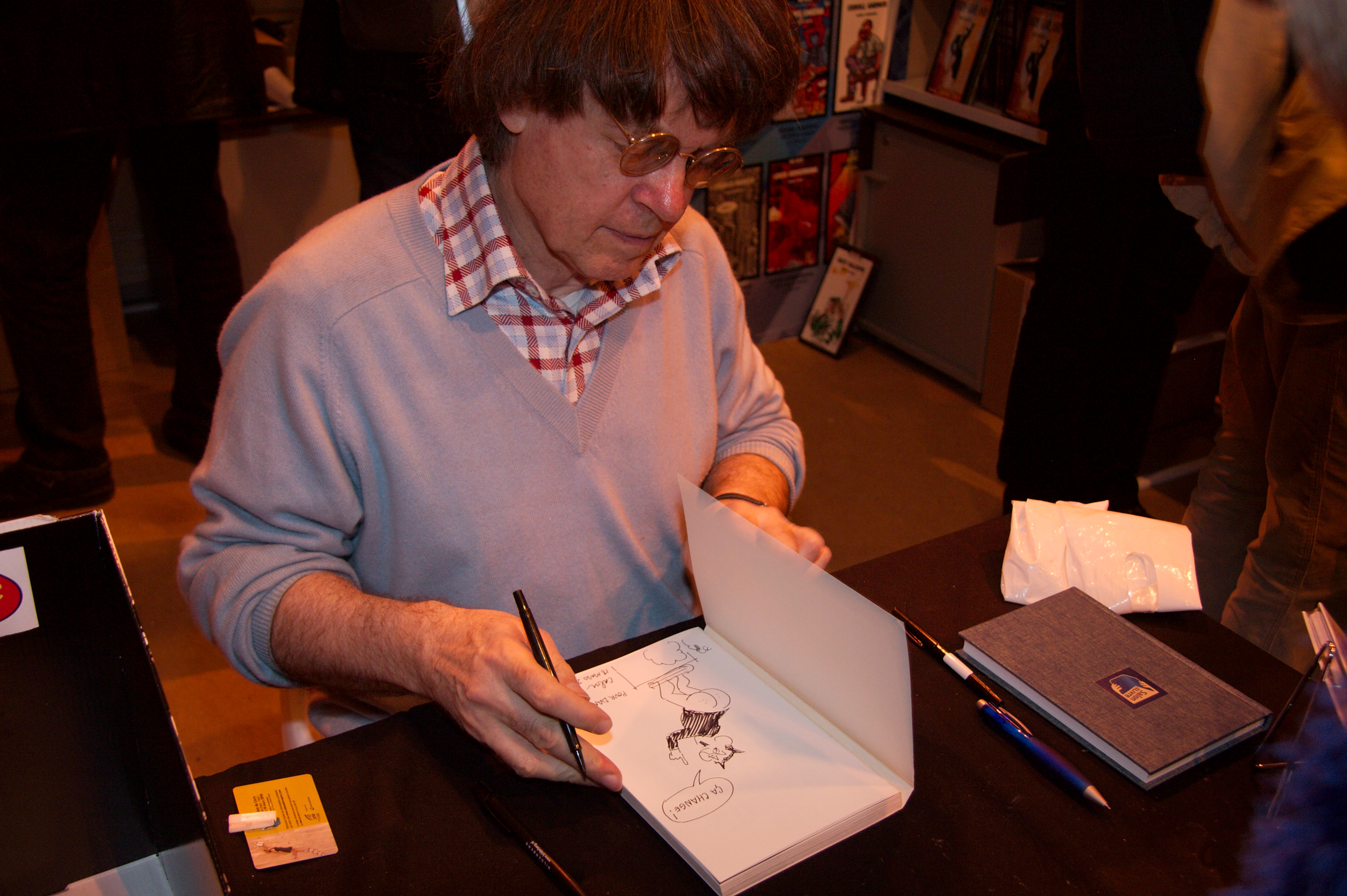
Cabu în 2008
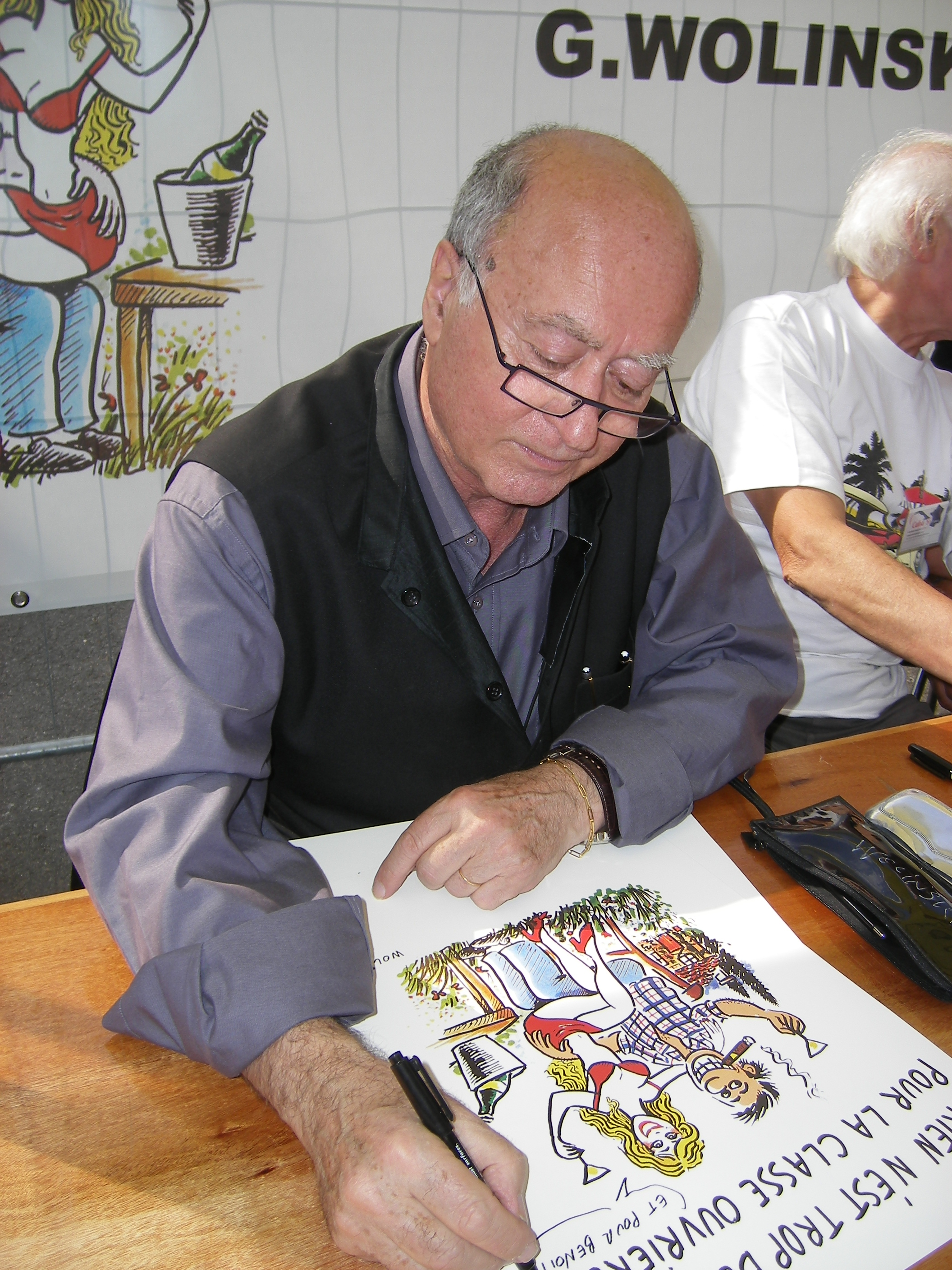
Georges Wolinski în 2007
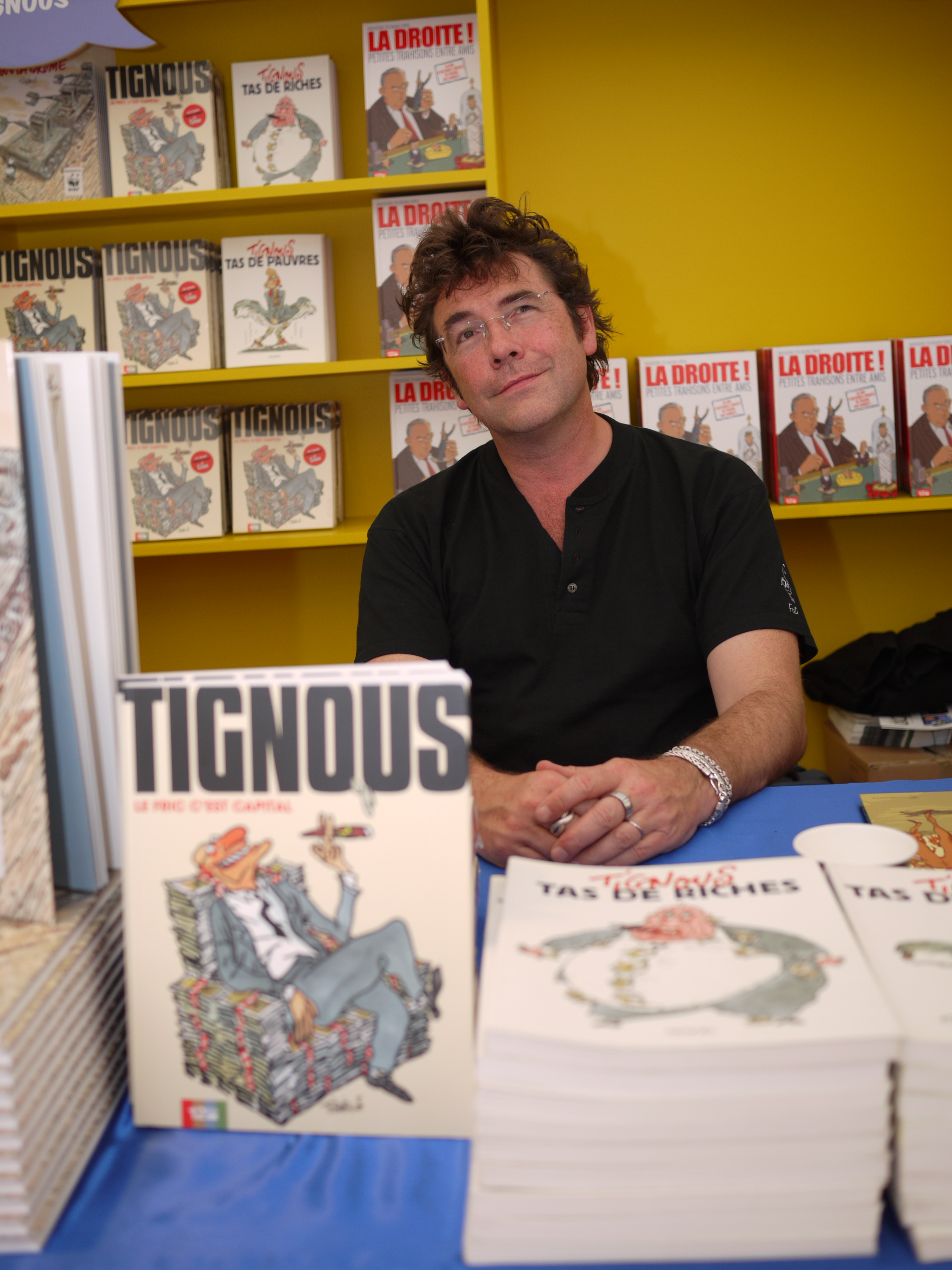
Tignous în 2010

#### Răniți:
- Philippe Lancon, jurnalist, împușcat în față și în stare critică
- Fabrice Nicolino, jurnalist, împușcat în picior
- Riss, caricaturist
- Mai mulți ofițeri de poliție neidentificați[24][25][26].

### Suspecți
- Saïd Kouachi și Chérif Kouachi, 34 și respectiv 32 de ani. Au fost împușcați vineri 9 ianuarie în jurul orei locale 17:00, după aproape 54 de ore de la atac.
- Hamyd Mourad, 18 ani, cumnatul celor doi, s-a predat la scurt timp după atac. A fost eliberat de poliția franceză după aproape 10 ore de audieri. S-a dovedit că acesta nu are nicio legătură cu atentatul terorist, aflându-se la cursuri în timpul comiterii atacului.[27]

### Îndoieli privind versiunea oficială
În zilele următoare atacului de la Paris, au apărut mai multe clipuri video care ridică unele semne de întrebare privitoare la veridicitatea versiunii oficiale. Iată unele dintre acestea:
- în clipul video ce surprinde uciderea polițistului, mașina în care s-au urcat ucigașii are oglinzile laterale de culoare albă (pe exterior), în timp ce "mașina abandonată" are oglizi de culoare neagră. S-a făcut afirmația că oglinzile fiind cromate, pot da iluzii optice. Totuși comparând cu sinceritate cele două fotografii se vede clar că acele oglinzi aveau întradevăr culori diferite, nefiind vorba de vreo iluzie optică sau reflex.[necesită citare] De unde ideea că și mașinile din cele două fotografii nu ar fi identice.
- tot din clipul video care surprinde uciderea polițistului se vede (după mișcările sigure și precise ale ucigașilor) că aceștia erau niste profesioniști bine antrenați. Ori aceasta contrastează cu uitarea de către aceștia în mașina părăsită a documentului de identitate[28]. Se ridică întrebarea: documentul cu pricina aparținea întradevăr "teroristului" incriminat sau nu?
- Helric Fredou, adjunctul șefului serviciului regional al poliției judiciare din departamentul Haute-Vienne, cel care se ocupa cu investigarea cazului a fost găsit mort, împușcat în cap în noaptea de 10 spre 11 ianuarie. Acest eveniment a fost imediat clasat ca fiind sinucidere, fără a se mai face alte cercetări[29].

## Reacții

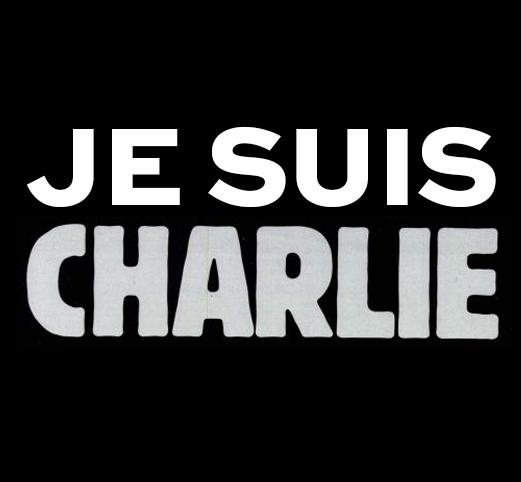
Je suis Charlie - sloganul de solidaritate cu victimele atentatului din Paris utilizat pe rețelele de socializare și pe site-ul charliehebdo.fr după atac

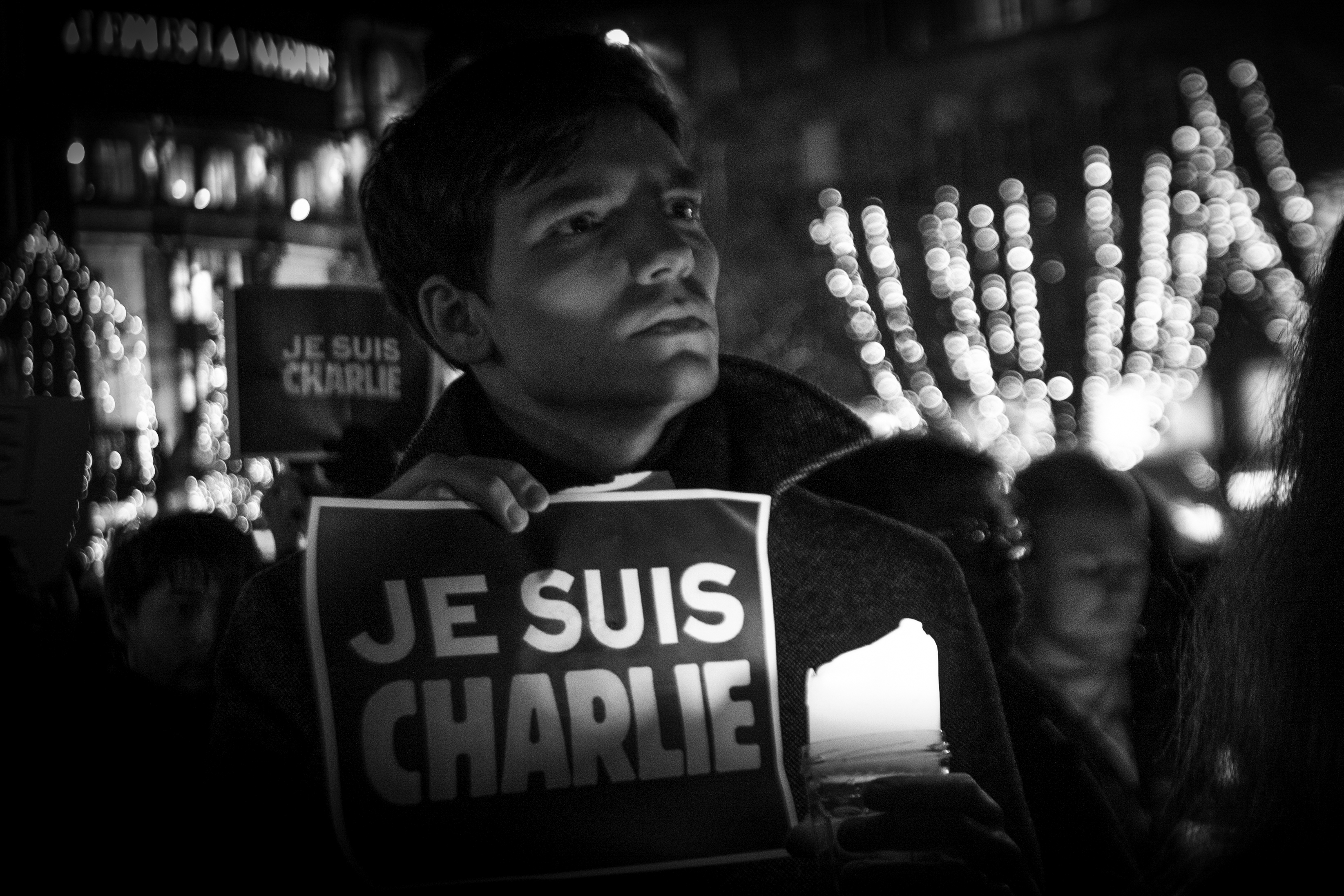
"Je suis Charlie". Proteste de stradă la Strasbourg.

Atacul a fost condamnat pe scară largă de către francezi și alte guverne. Președintele francez François Hollande, deplasat rapid la locul atacului, a denunțat "un atentat terorist" de o "excepțională barbarie" și a adăugat că "mai multe [alte] atacuri teroriste în ultimele săptămâni au fost dejucate". Alți lideri politici au condamnat atacul, inclusiv președintele Comisiei Europene  Jean-Claude Juncker, cancelarul german  Angela Merkel, prim-ministru italian Matteo Renzi, prim-ministrul britanic David Cameron, președintele rus Vladimir Putin, președintele brazilian Dilma Rousseff, prim-ministru indian Narendra Modi, președintele kosovar Atifete Jahjaga, președintele american Barack Obama, deputatul turc Yalçın Akdoğan, președintele ucrainean Petro Poroșenko, regina Elisabeta a II-a, guvernul Spaniei, și Vaticanul.
Președintele Klaus Iohannis a transmis un mesaj spunând că este "un act terorist crud și laș", exprimându-și "compasiunea pentru familiile victimelor" și și-a schimbat poza de profil pe Facebook cu celebrul "Je suis Charlie".
Printre măsurile antiteroriste luate de Franța se află și trimiterea portavionului „Charles de Gaulle” în Golful Persic, pentru a se alătura efortului de luptă împotriva terorismului. Printre navele care însoțesc portavionul se află și un submarin nuclear.
În contextul atentatului terorist islamic de la Paris din 2015, Papa Francisc a declarat că „Nu poți să glumești pe seama religiei sau să insulți credința altora. Există o limită. Fiecare religie care își respectă oamenii are demnitatea sa. Există limite și în libertatea de exprimare”.

### Acuzații
Komsomolskaya Pravda, ziar rus de mare tiraj, se întreabă dacă nu cumva americanii sunt în spatele atentatelor.  Melih Gokcek, primarul capitalei Turciei, Ankara, a sugerat implicarea în atacuri a Mossad-ului. Președintele turc Recep Tayyip Erdoğan a afirmat că „Evenimentele urmează un scenariu scris dinainte și ar trebui să fim conștienți că este vorba de un complot împotriva lumii islamice.”

## Legături externe
Materiale media legate de Atentatul împotriva revistei Charlie Hebdo la Wikimedia Commons
- Martin Boudot, Agence Premières Lignes, Imagini cu atacul de la sediul „Charlie Hebdo”, francetv info, 7 ianuarie 2015.
- Atacuri la sediul „Charlie Hebdo”, Le Monde.fr, 7 ianuarie 2015.
- Harta cu localizarea atacului, tempsreel.nouvelobs.com, 7 ianuarie 2015.